# Encantado, le Brésil désenchanté

Encantado, le Brésil désenchanté est un film documentaire français qui traite de la situation politique et sociale du Brésil depuis l'élection de Lula en 2002 jusqu'à l'élection présidentielle de 2018. Coproduit par la chaîne française Public Sénat et LaClairière Ouest et réalisé par le brésilien Filipe Galvon. Le film, dans sa version long-métrage définitive, est sorti en compétition officielle du Festival International de Brasília le 23 avril 2020, en remportant le prix du public de meilleur film. Ensuite, il est sorti sur la plateforme Amazon Prime Video au Brésil et Amérique Latine. Une version court-métrage produite spécialement pour la télévision, a été diffusée auparavant sur la chaîne Public Sénat le 29 septembre 2018, alors que la campagne électorale brésilienne touchait à sa fin, et a ensuite participé à des festivals francophones.

## Synopsis
En se basant sur l’observation de son quartier d'origine (Encantado, situé dans la périphérie nord de Rio de Janeiro), transformé par les Jeux Olympiques d'été de 2016 puis délaissé, le réalisateur retrace l'histoire récente du Brésil qui serait marquée successivement par une période d'"enchantement" (en référence au nom du quartier qui signifie, en français, "enchanté") et par un désenchantement profond. Le film part du début des années 2000, durant lesquels les gouvernements de Lula puis de Dilma Rousseff ont permis d'importants progrès sociaux et économiques pour le pays, puis suit le délitement progressif de ces avancées, marqué notamment par les manifestations massives de 2013 ainsi que par la destitution de Dilma Rousseff en 2016.
Le film est traversé par des prises de parole des habitants du quartier délaissé d'Encantado et des jeunes générations qui ont pu profiter des années Lula et Dilma et qui observent désormais les nouvelles orientations prises par leur pays. Le point de vue du documentaire est porté par le réalisateur qui s’est installé en France en 2013, avec le concours d’étudiants brésiliens issus des classes moyennes et populaires expatriés à Paris.

## Fiche technique
- Titre : Encantado, le Brésil désenchanté
- Réalisation :  Filipe Galvon
- Scénario : Filipe Galvon et Sidonie Garnier
- Musique: Filipe Galvon et Bianca Zampier
- Photographie : Rodrigo Torres, Filipe Galvon et John C.M.
- Montage: Dominique Pâris et Filipe Galvon
- Production : Claire Beffa, Jeanne Thibord et Sidonie Garnier
- Sociétés de production : LaClairière Ouest avec Public Sénat et Vosges Télévisions avec le soutien du CNC et Procirep/Angoa
- Pays d'origine : France
- Format : HDV 16/9
- Genre : Documentaire
- Durée : 83 minutes (version long-métrage définitive)
- Années de tournage : De 2013 à 2018
- Première diffusion : 23 avril 2020 (version long-métrage définitive), au Festival International de Brasília[6], et 29 septembre 2018 (version court-métrage pour la télévision), sur la chaîne Public Sénat

## Principaux personnages interviewés
Parallèlement aux témoignages de brésiliens anonymes, le film donne également la parole à plusieurs personnalités politiques et intellectuelles brésiliennes et françaises. Ainsi, apparaissent dans le film des interviews de :    
- Alain Badiou
- Guilherme Boulos
- Gregorio Duvivier
- Jandira Feghali
- Ciro Gomes
- Fernando Haddad
- Dilma Rousseff
- Vladimir Safatle
- Marcia Tiburi
- Jean Wyllys

## Contexte de production et de diffusion
La diffusion du film sur la chaîne Public Sénat s'inscrit dans le cadre de la couverture médiatique française de la campagne présidentielle brésilienne d'automne 2018.
Le tournage du film s'est achevé en avril 2018, période qui a été marqué par deux évènements déterminants : l'assassinat de la conseillère municipale Marielle Franco et l'arrestation de Lula. Ces deux éléments ont été ajoutés au film juste avant la post-production en raison de leur importance historique.
Le tournage ne couvrant pas directement la période électorale de 2018, le film ne traite pas spécifiquement de la trajectoire du candidat Jair Bolsonaro, qui allait devenir président du Brésil en 2018. Néanmoins, on peut trouver plusieurs allusions à ce personnage dans le documentaire : on y entend notamment le témoignage d'Adelino Roza, un habitant d'Encantado qui s'apprête à donner son vote au futur président et l'on y revoit un extrait du discours de Jair Bolsonaro au parlement lors de la destitution de Dilma Rousseff durant lequel il justifie son vote en faisant référence au colonel Ustra, reconnu comme tortionnaire durant la dictature militaire au Brésil.

## Réception du film
Au moment de sa sortie sur Public Sénat, le film reçoit un accueil plutôt positif en France. Dans sa critique pour le magazine Télérama, Raoul Mbog décrit ainsi le documentaire : « Porté par un récit poétique et engagé, le film est nourri d'images puissantes(...). Il est aussi la chronique d'un Brésil divisé, mais dont la jeunesse semble déterminée à "inventer un nouveau pays. ».
Sur le site internet brésilien Carta Maior, Carlos Alberto Mattos, écrivain et journaliste, écrit :  « Avec un récit très bien construit, Encantado nous émue et illumine. Le film nous fait comprendre et ressentir l’histoire d’un pays qui, apparemment, a laissé passer sa plus grande chance d’être heureux. Rarement auparavant n’avaient été exposées de manière succincte la logique sous-jacente et l’enchaînement de ces faits. »
Sur le site de films brésilien Papo de Cinema, le critique Marcelo Müller signale « le dispositif visuellement impactant et intime, notamment par sa signification poétique » du film.
Dans le journal Argentin Ámbito, le film est décrit comme « le premier regard critique envers le PT face à son échec contre Bolsonaro »
À l’occasion de sa première en Suisse le 29 novembre 2020 à la clôture du Festival Pantalla Latina, le journaliste Geri Krebs écrit dans le quotidien Tagblatt : « une analyse différentiée et passionnante de la situation sociale et politique au Brésil ». 
Par la suite, le réalisateur a participé à plusieurs interviews dans des médias français sur la situation politique du Brésil après l'élection de Jair Bolsonaro.

## Projections et distinctions

### Sélections et prix
- Prix du public de Meilleur Film du Festival Internacional de Cinema de Brasília[14]
- Film de clôture du Festival Pantalla Latina Suisse[15]
- Film d'ouverture du Festival Fifak Tunisie[16]
- Festival de Biarritz Amérique Latine[17]
- Festival Cinélatino Rencontres de Toulouse[18]
- Rencontres du Cinéma Sud-Américain de Marseille[19]
- Festival Pico y Pala[20]
- Festival Les Mutineries[21]
- Festival Cinéma sous les Étoiles Montréal[22]
- Festival Sète Amérique Latine[23]
- Festival Primavera Latina[24]

### Autres projections
La version court-métrage télévisuelle du film a également été projetée le 17 septembre 2019 à la Sorbonne à l'occasion d'une conférence de Dilma Rousseff.